# Ružiná
Ružiná (in ungherese Rózsaszállás) è un comune della Slovacchia facente parte del distretto di Lučenec, nella regione di Banská Bystrica.